# Washoe (Volk)

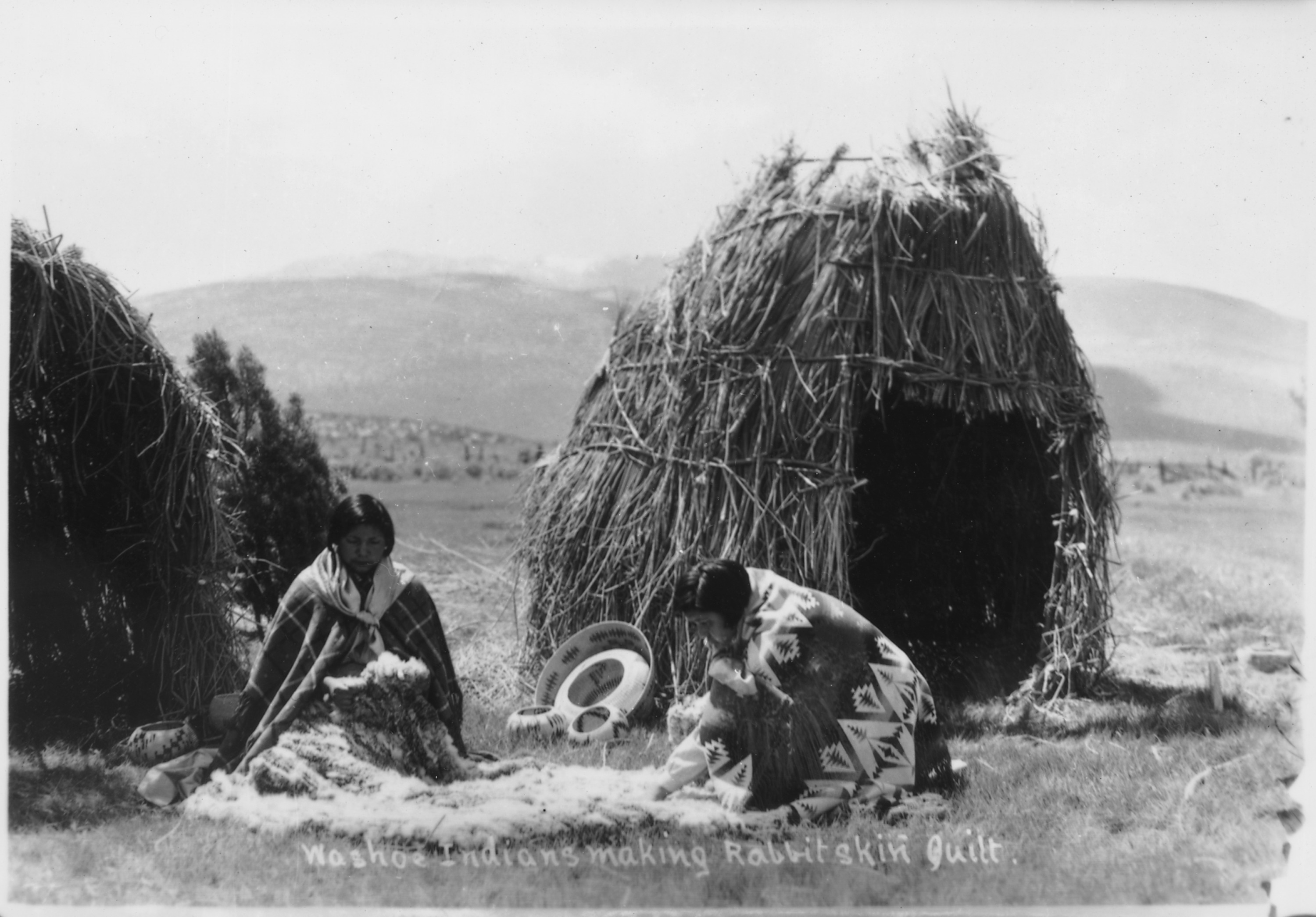
Washoe bei der Herstellung einer Felldecke, um 1935

Die Washoe sind ein indianisches Volk, das ursprünglich am nordamerikanischen Lake Tahoe und in den angrenzenden Gebieten des Großen Beckens lebte.
Ihr Name leitet sich von "Wa She Shu" her; das bedeutet in ihrer Sprache "Menschen".
Ihr Siedlungsgebiet war begrenzt vom südlichen Ufer des Honey Lake im Norden, dem westlichen Arm des Walker River im Süden sowie der Sierra Nevada im Westen und im Osten.
Sie lebten im Sommer auf den Höhen der Sierra Nevada, im Herbst an den östlichen Ausläufern; Winter und Frühling verbrachten sie in den geschützten Tälern. Pinienkerne, im Herbst gesammelt, dienten ihnen als Nahrung im Winter. Wurzeln, Samen und Beeren trugen den Rest des Jahres zur Ernährung bei.
Die Washoe unterschieden sich in sprachlicher und kultureller Hinsicht sehr von ihren Nachbarn, den Paiute, mit denen sie oft in kriegerische Auseinandersetzungen verwickelt waren. Die Paiute erlernten von den spanischen Eroberern den Gebrauch der Pferde und verschafften sich so einen entscheidenden Vorteil gegenüber den Washoe. Zur Zeit des ersten Kontaktes mit den Weißen waren die Washoe von den Paiute abhängig und durften keine eigenen Pferde besitzen.
Das Land der Washoe wurde von den weißen Siedlern als erstes in Besitz genommen. Nachdem ihre Jagdgebiete in Farmen verwandelt und ihre Pinienwälder abgeholzt waren, um den Bedarf an Bauholz und Holzkohle für Virginia City zu decken, mussten sich die Washoe auf den Farmen und in den Städten Arbeit suchen. Mit dem Indian Reorganisation Act von 1934 wurde den Washoe das Land im Carson Valley zurückgegeben.